# ZBA Consul 2717
ZBA Consul 2717 (Consul 2717) је професионални рачунар фирме ZBA који је почео да се производи у Чешкој током 1989. године.
Користио је MHB 8080A микропроцесорску јединицу а РАМ меморија рачунара је имала капацитет од 64 KB.
Као оперативни систем кориштен је CP/M (са опционом дискетном јединицом).

## Детаљни подаци
Детаљнији подаци о рачунару Consul 2717 су дати у табели испод.
|                       |                                                                           |
| [ 1 ]                 |                                                                           |
| Произвођач            |                                                                           |
| Тип                   | професионални рачунар                                                     |
| Меморија              | 64 KB                                                                     |
| Поријекло             | Чешка                                                                     |
| Година                | 1989                                                                      |
| Тастатура             | стил писаће машине. 79 тастера са едит тастерима и 11 функцијских тастера |
| Процесор              |                                                                           |
| Фреквенција процесора | 2                                                                         |
| RAM                   | 64 KB                                                                     |
| ROM                   | 16 KB                                                                     |
| Текст                 | 25 линија x 48 знакова                                                    |
| Графика               | 288 x 256 тачака                                                          |
| Боја                  | једна боја                                                                |
| Звук                  | уграђени звучник                                                          |
| Димензије             | монитор: 30 (ширина) x 27 (дубина) x 30 (висина) / 8                      |
| Портови               |                                                                           |
| Оперативни систем     | са опционом дискетном јединицом                                           |